# Claude Nicholson (officier de la British Army)
Pour les articles homonymes, voir Claude Nicholson et Nicholson.
Brigadier Claude Nicholson CB (2 juillet 1898 - 26 juin 1943) était un officier de la British Army qui a combattu pendant la Première Guerre mondiale et a commandé la défense au siège de Calais pendant la Seconde Guerre mondiale.

## Jeunesse et carrière militaire
Claude Nicholson est le fils aîné de Richard Francis Nicholson, un distillateur du Hampshire, et est né le 2 juillet 1898 à Chelsea, Londres, Angleterre. Il fait ses études au Winchester College et en 1915, il entre au Royal Military College de Sandhurst et sert avec le 16e Lanciers en France et en Belgique jusqu'en 1918 pendant la Première Guerre mondiale. Il sert ensuite en Palestine, en Inde et en Égypte. Après avoir fréquenté le Staff College de Camberley de 1928 à 1929, il sert au War Office de 1930 à 1931, puis commande des cadets au Royal Military College. Le 31 décembre 1935, il épouse Ursula Katherine Hanbury-Tracy. En 1934 il a été promu au brevet de Major.
En 1938, il est promu lieutenant-colonel et enseigne au Staff College, puis commande son régiment, le 16th/5th Lancers, en Inde de 1938 à 1939.

## Seconde Guerre mondiale
Au début de la Seconde Guerre mondiale, Nicholson reçoit le commandement de la 30e brigade d'infanterie, créée le 20 avril 1940 pour servir en Norvège.
La brigade de Nicholson quitte Douvres et atteint Calais le 23 mai 1940 pour maintenir le port de Calais ouvert et relever les défenseurs de la bataille de Boulogne. Avec l'avancée allemande, cela devenait impossible et Nicholson tenait Calais.
Les Allemands ont avancé sur la ville et l'ont assiégée, la bombardant et s'en rapprochant. C'était juste avant le début de l'opération Dynamo et l'évacuation du British Expeditionary Force (BEF) via Dunkerque. Le lendemain, Nicholson apprit que sa brigade pourrait être évacuée vers la Grande-Bretagne. Alors que l'importante force allemande combattait dans la ville le même jour, Nicholson ordonna un retrait par étapes des remparts vers des endroits plus facilement défendables de la ville, tels que la Citadelle et la Gare Maritime. Le 25 au matin, les Allemands envoyèrent le maire de Calais à Nicholson pour lui demander de se rendre, disant que s'il ne le faisait pas, ils bombarderaient la ville jusqu'à ce qu'elle soit rasée. Nicholson a dit : « Se rendre ? Non, je ne me rendrai pas. Dites aux Allemands que s'ils veulent Calais, ils devront se battre pour cela ». Les Allemands reprirent le feu et, peu après, Nicholson reçut un télégramme d'Anthony Eden, secrétaire à la guerre : « La défense de Calais est d'une importance vitale pour notre pays et BEF et montre que notre coopération continue avec la France. Les yeux de tout l'Empire sont tournés vers la défense de Calais, et le gouvernement de Sa Majesté est convaincu que vous et vos galants régiments réaliseront un exploit digne du peuple britannique ». Il reçut et refusa une autre offre de capitulation des Allemands : « La réponse est non, car c'est le devoir de l'armée britannique de se battre aussi bien que celui des Allemands ». Nicholson a continué à visiter les troupes sur les lignes de front. Cette nuit-là, Winston Churchill télégraphie à Nicholson : « Chaque heure où vous continuez à exister est de la plus grande aide pour le BEF. Le gouvernement a donc décidé que vous devez continuer à vous battre. Ayez la plus grande admiration possible pour votre splendide position. les embarcations requises pour l'objectif ci-dessus doivent retourner à Douvres ». Churchill a écrit plus tard qu'il s'est senti physiquement malade après avoir envoyé le télégramme. Le 26 mai, le barrage allemand a continué et, dans l'après-midi, les Allemands ont percé, faisant prisonniers Nicholson et de nombreux soldats.
Le 4 juin 1940, Churchill parla au Parlement de la défense de Nicholson :
La Rifle Brigade, le 60th Rifles et le Queen Victoria's Rifles, avec un bataillon de chars britanniques et un millier de Français – en tout environ quatre mille hommes – a défendu Calais jusqu'au bout. Le brigadier britannique a eu une heure pour se rendre. Il a repoussé l'offre et quatre jours de combats de rue intenses ont suivi avant que le silence ne règne sur Calais, ce qui a marqué la fin d'une résistance mémorable. Seuls trente survivants non blessés ont été emmenés par la Royal Navy, et nous ne connaissons pas le sort de leurs camarades. Leur sacrifice n'a cependant pas été vain. Au moins deux divisions blindées, qui autrement se seraient retournées contre le Corps expéditionnaire britannique, ont dû être envoyées pour les vaincre. Ils ont ajouté une autre page aux gloires de la division légère et le temps gagné a permis d'inonder le Walnlieu de Gravelines et d'être tenu par les troupes françaises.
Il a été emmené dans un camp de prisonniers près de Salzbourg, puis plus tard dans un camp de Hesse.

## Massacre de Katyn
Pendant son incarcération, Nicholson est invité à être un témoin indépendant que les Allemands n'ont pas perpétré le massacre de Katyn, où environ 20 000 officiers et intelligentsia polonais ont été tués par les Soviétiques. Nicholson, l'officier supérieur britannique de son camp, et l'officier supérieur américain, le colonel John H. Van Vliet (plus tard l'auteur du rapport Van Vliet impliquant les Soviétiques dans le massacre) ont refusé, ne voulant pas faire partie de l'effort de propagande allemand. Van Vliet et un autre officier américain ont ensuite été contraints de partir.

## Mort
Nicholson est mort en captivité en 1943, dans la ville allemande de Rotenburg an der Fulda où il est détenu en tant que prisonnier de guerre. Selon son acte de décès, il s'est jeté par une fenêtre après avoir souffert de dépression, victime d'une fracture du crâne. Il est transporté à l'hôpital de la ville, où il est décédé au petit matin du 26 juin 1943 et est enterré au cimetière civil de Rotenburg,. Sa date de décès est donnée comme le 26 ou le 27 juin dans sa nécrologie du Times.
Il est nommé Compagnon de l'Ordre du Bain pour ses services à Calais en 1940.

## Réaction historique
En 1949, Churchill écrivit que la défense de Calais menée par Nicholson avait retardé l'attaque allemande sur Dunkerque, aidant à sauver le Corps expéditionnaire britannique, une affirmation que le général allemand Heinz Guderian contredit en 1951. En 1966, Lionel Ellis, l'historien britannique, écrivit que trois divisions blindées avaient été détournées par la défense de Boulogne et de Calais, donnant aux Alliés le temps de précipiter leurs troupes pour combler une brèche à l'ouest de Dunkerque. En 2006, Karl-Heinz Frieser a écrit que l'ordre d'arrêt délivré aux commandants des unités allemandes en raison de l'attaque anglo-française à la bataille d'Arras (21 mai) a eu un effet plus important que le siège. Hitler et les commandants supérieurs allemands avaient paniqué à cause de leurs craintes d'attaques de flanc, alors que le véritable danger était que les Alliés se replient sur la côte avant qu'ils ne puissent être coupés. Des renforts envoyés de Grande-Bretagne à Boulogne et à Calais arrivèrent à temps pour retenir les allemands lorsqu'ils avancent à nouveau le 22 mai.

## Représentation cinématographique
Nicholson est interprété par Richard Glover dans le film de 2017 Les Heures sombres sur Winston Churchill en 1940. Dans le film, Churchill ordonne à Nicholson de tenir et de retarder les Allemands afin que le gros de l'armée britannique puisse être évacué de Dunkerque. Le télégramme de Churchill à Nicholson figure dans une scène du film.